# Lyon Peak
Der Lyan Peak ist ein rund 1000 m hoher Berg auf der Trinity-Insel im Palmer-Archipel vor der Westküste der Antarktischen Halbinsel. Er ragt südlich der Milburn Bay auf der Westseite der Insel auf.
Luftaufnahmen der Falkland Islands and Dependencies Aerial Survey Expedition (1955–1957) aus dem Jahr 1956 dienten seiner Kartierung. Das UK Antarctic Place-Names Committee benannte ihn 1960 nach Percy Comyn Lyon (1862–1952) vom britischen Ministerium für Wissenschaft und industrielle Forschung (British Department of Scientific and Industrial Research) und Vorsitzender des ministerienübergreifenden Ausschusses für die Erforschung und Entwicklung der britischen Antarktisterritorien von 1917 bis 1920.